# 잇츠스킨
잇츠스킨(영어: It’S SKIN CO.,LTD)은 잇츠한불에서 런칭한 로드샵 브랜드이다.

## 영업 및 마케팅
잇츠스킨은 2006년 2월 최대주주인 한불화장품이 ‘코스메슈티컬’ 컨셉의 브랜드샵으로 런칭하여 이후 여성들에게 더욱 직접적이고 선명한 메시지를 담은 제품을 제공하기 위해 ‘Clinical’+ ‘Skin’ = ‘Solution’으로 발전 되어 왔다. 주요 타겟연령대는 20세~40세이며, 2016년 4Q 기준 국내 직영점 9개, 가맹점 116개, 유통점 148개, 면세점 30개 등 총 303개의 매장을 보유하고 있으며, 해외 총 29개국에 진출하여 로드샵 10개, 쇼핑몰 31개, 면세점 24개, 샵인샵&유통 1,703개를 통해 상품을 공급하고 있다.
2009년을 기준으로 TV 광고 전개를 시작하며 잇츠스킨만의 ‘K-Beauty’ 프로젝트를 시작하였고, 2014년에는 달팽이 크림으로 잘 알려진 ‘잇츠스킨 프레스티지 끄렘 데스카르고’ 품목이 중화권 SNS 채널을 통해 폭발적인 소비자들의 반응을 받으며 ‘전 세계 6초에 하나씩 팔리는’ 제품으로 자리매김하며 급격한 매출성장을 시현하였다. 동 제품은 2014년과 2015년 2년 연속 세계적인 권위의 ‘몽드 셀렉션’의 최고금상인 ‘Gold Grandprix’를 수상하는 쾌거를 이뤘다.
2015년 12월, 잇츠스킨의 유근직 대표이사는 코스닥 상장 후 유럽계 색조 화장품 기업을 인수하는 것은 물론, 중국 유통망 확대에 주력할 것이라고 밝혔다.

## 매출
잇츠스킨은 2009년 출시 된 일명 '달팽이 크림'으로 불린 '프레스티지 끄렘 데스까고' 라인의 스킨, 로션, 비비크림, 클렌징폼 등 46개 품목이 유명세를 타면서 매출이 3,095억원(2015년 기준)으로 전년 대비 28.0% 늘었고, 영업이익률은 36.1%로 업계 최고 수준으로 도약했다.

## 역대 모델
- 에릭(2007년~2008년)[5]
- 김범(2009년)
- 2PM(2010~2013년)
- 여진구(2014~2015년)
- 김연아(2016~2017년)
- 혜리(2018년~현재)
- GOT7(2016년~2017년)
- 투모로우바이투게더(2019년~현재)